# 하산 살라마
하산 살라마 또는 하산 살라메(아랍어: حسن سلامة, (1913년 ~ 1948년))는 팔레스타인 출신의 군인으로 제1차 중동 전쟁 당시 아랍 해방군을 이끌었다.
쿨라 출생으로 팔레스타인 당사국의 일원이 되어 1948년 2월 시리아 다마스쿠스 회의에서 리다 지역을 맡도록 내려졌다. 1948년 6월 2일 라스 알에인 전투에서 전사했다.